# 328 f.Kr.

## Händelser

### Efter plats

#### Makedoniska riket
- Vid Marakanda mördar Alexander den store Kleitos, en av hans mest betrodda befälhavare, vän och fosterbror, i ett fyllebråk; hans uppenbara bevis på sorg och ånger får dock armén att utfärda en förordning, som postumt fäller Kleitos för förräderi.
- Spitamenes uppbådar hela Sogdiana i ett uppror och får även hjälp av massageterna, ett folk inom den skytiska konfederationen. Han belägrar den makedoniska garnisonen i Marakanda. Alexander sänder en armé, under Farnukes från Lykien befäl, vilken omedelbart krossas, med förluster på upp till 2 000 infanterister och 300 kavallerister.
- När Alexander inser vilken fara hans fiende utgör företar han personligen mått och steg för att undsätta Marakanda, men får veta att Spitamenes har lämnat Sogdiana. Spitamenes anfaller sedan Baktra, varifrån han med stor svårighet slås tillbaka av satrapen av Baktrien, Artabazos av Frygien.
- Alexander anfaller Oxyartes och de återstående baktriska baroner, som håller ut i Paraetakenes (nuvarande Tadzjikistan) berg. Makedonierna erövrar den klippa där Oxyartes fäste finns (Sogdiska klippan) och bland fångarna återfinns dennes dotter Roxana. I den försoning, som följer efter slaget gifter sig Alexander med henne. Resten av Oxyartes medlöpare övergår antingen till Alexander eller blir krossade.
- December – Spitamenes lider ett svårt nederlag mot Alexanders general Koenos. I detta läge känner Spitamenes allierade att situationen är desperat och dödar därför sin ledare samt skickar hans huvud som en gåva till Alexander.

## Avlidna
- Kleitos, löjtnant och vänt till Alexander den store (född omkring 375 f.Kr.)
- Spitamenes, persisk adelsman